# ستانلي ابوراه (لاعب كرة قدم)
ستانلي ابوراه (بالإنجليزية: Stanley Aborah)‏ (هانغل: 스탠리 아보라) هو لاعب كرة قدم بلجيكي وغاني وكوري جنوبي في مركز الوسط، ولد في 25 أغسطس 1969 في غانا. شارك مع منتخب غانا لكرة القدم. أما مع النوادي، فقد لعب مع أشانتي كوتوكو ونادي أوردينغن 05 ونادي سونغنام.

## وصلات خارجية
- ستانلي ابوراه (لاعب كرة قدم) على موقع الاتحاد الدولي (مؤرشف)  (الإنجليزية)
- ستانلي ابوراه (لاعب كرة قدم) على موقع دوري كوريا الجنوبية (الإنجليزية)
- ستانلي ابوراه (لاعب كرة قدم) على موقع قاعدة بيانات كرة القدم.إي يو (الإنجليزية)
- ستانلي ابوراه (لاعب كرة قدم) على موقع ناشيونال فوتبول تيمز (الإنجليزية)